# Odontopaschia ecnomia
Odontopaschia ecnomia är en fjärilsart som beskrevs av Turner 1913. Odontopaschia ecnomia ingår i släktet Odontopaschia och familjen mott. Inga underarter finns listade i Catalogue of Life.